# Лука (Таращанский район)

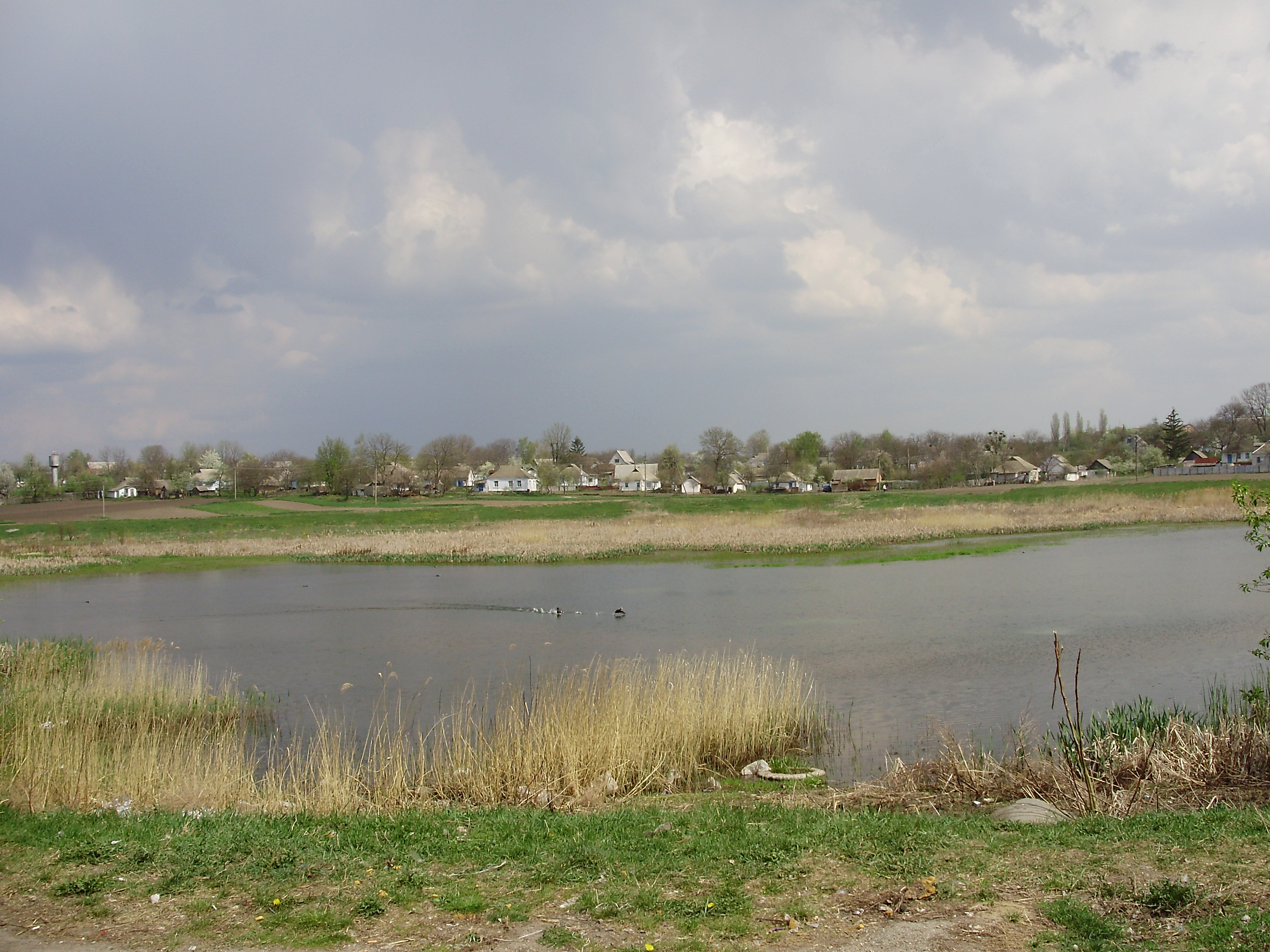
Озеро и панорама центральной части села

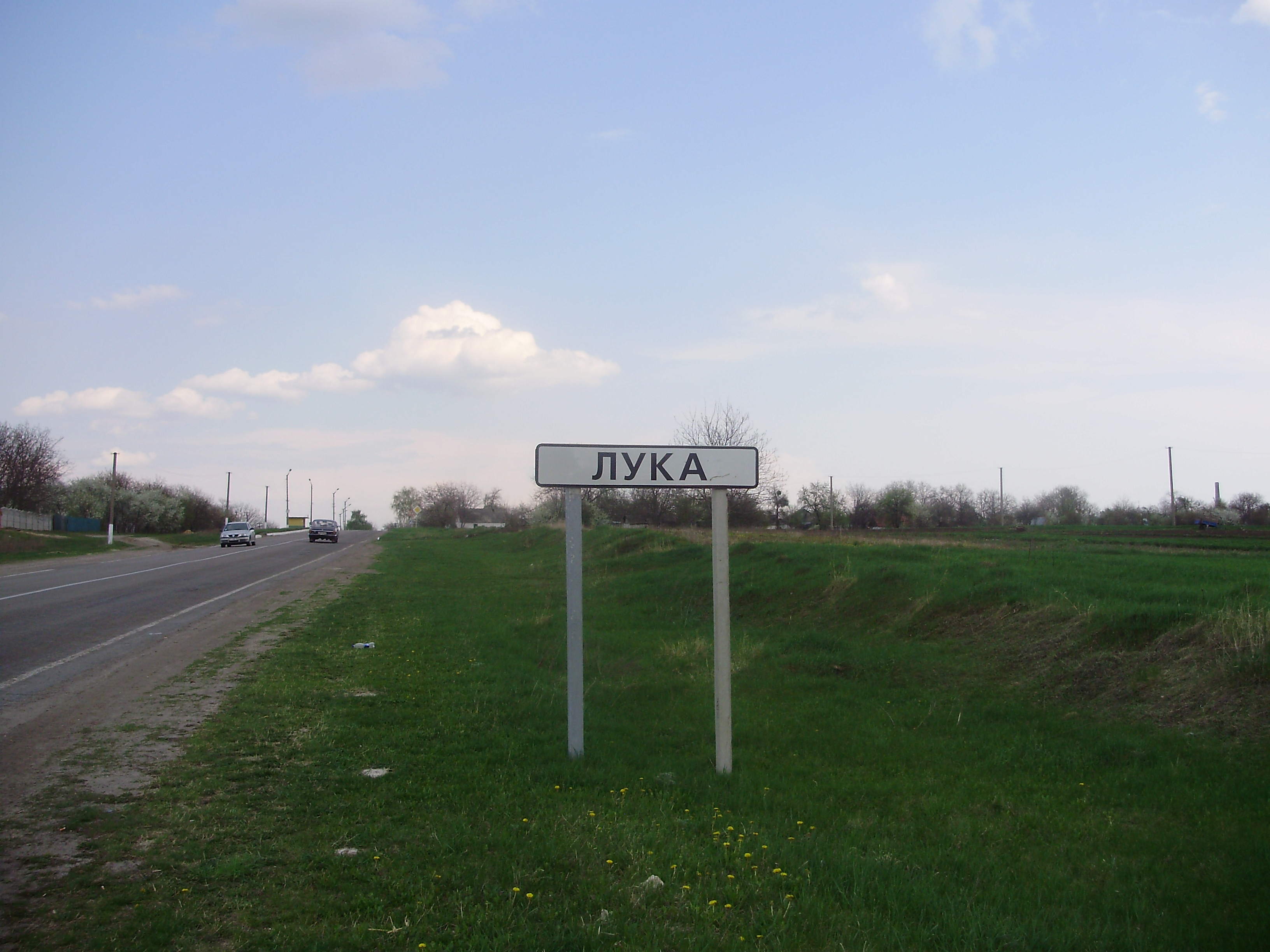
Дорожный знак на въезде в село со стороны Таращи

Лу́ка (укр. Лука) — село, входит в Таращанский район Киевской области Украины.
Население по переписи 2001 года составляло 2570 человек. Почтовый индекс — 09544. Телефонный код — 4566. Занимает площадь 6,307 км². Код КОАТУУ — 3224484001.

## Местный совет
09544, Київська обл., Таращанський р-н, с.Лука, вул.Шевченка,3а